# Municipio de Cheeks
El municipio de Cheeks (en inglés: Cheeks Township) es un municipio ubicado en el  condado de Orange en el estado estadounidense de Carolina del Norte. En el año 2000 tenía una población de 7.064 habitantes.

## Geografía
El municipio de Cheeks se encuentra ubicado en las coordenadas 36°5′58.87″N 79°10′45.16″O / 36.0996861, -79.1792111.